# Anna Christina Nobre
Anna Christina De Ozorio Nobre, FBA (sinh năm 1963, Rio de Janeiro) là một nhà thần kinh học người Brazil làm việc tại Vương quốc Anh.
Cô có chân trong Khoa học thần kinh nhận thức dịch thuật tại Đại học Oxford và là giáo sư tại St Catherine's College và là thành viên danh dự của New College. Tại Oxford, Nobre là trưởng khoa Tâm lý học Thực nghiệm và cô chỉ đạo Trung tâm Hoạt động Não người Oxford (OHBA) - một cơ sở tiên tiến để nghiên cứu động lực học thần kinh liên quan đến hỗ trợ nhận thức lành mạnh của con người và hiểu sự gián đoạn của họ trong bệnh lý thần kinh và rối loạn thần kinh. Cô cũng là giáo sư phụ trợ tại Đại học Tây Bắc ở Chicago, Hoa Kỳ, nơi cô liên kết với Trung tâm bệnh học thần kinh nhận thức và bệnh Alzheimer và cô cũng là thành viên của Học viện Europaea. Nobre là cố vấn cho Quỹ James S McDonnell về Tìm hiểu chương trình nhận thức của con người và là biên tập viên liên kết cho Tạp chí Khoa học thần kinh nhận thức. Cô đã kết hôn với triết gia Luciano Floridi.

## Cuộc sống và công việc
Nobre lớn lên ở Rio de Janeiro, Brazil và được giáo dục tại Escola Americana do Rio de Janeiro (EARJ). Cô chuyển đến Hoa Kỳ để hoàn thành giáo dục đại học của mình. Cô lấy bằng cử nhân từ Williams College năm 1985, với chuyên ngành Hợp đồng trong lĩnh vực khoa học thần kinh; và lấy bằng MPhil, MS và Tiến sĩ (1992) của cô từ Đại học Yale để nghiên cứu về nghiên cứu điện sinh lý nội sọ và không xâm lấn về ngôn ngữ và sự chú ý trong não người. Trong quá trình nghiên cứu sau tiến sĩ tại Yale và Harvard (1992-1994), cô đã tham gia vào một số nghiên cứu hình ảnh não đầu tiên về các chức năng nhận thức trong não người. Trước cuộc hẹn hiện tại, cô là Giảng viên McDonnell Pew về Khoa học thần kinh nhận thức và Nghiên cứu sinh Astor và Todd Bird Junior tại New College (1994-1996). Cô hiện đang phục vụ trong ban cố vấn của NeuroF Focus, một công ty tiếp thị thần kinh có trụ sở tại Berkeley, California.
Vào ngày 16 tháng 7 năm 2015, Nobre đã được bầu giữ chức Uỷ viên của Học viện Anh (FBA).